# Соколов, Константин Матвеевич
Константин Матвеевич Соколов (1826—1869) — русский хирург, доктор медицины. Брат И. М. Соколова.

## Биография
Происходил из духовного сословия. Родился в Рязанской губернии 7 (19) марта 1826 года.
Окончил Рязанскую духовную семинарию и поступил на медицинский факультет Московского университета, который окончил в 1850 году.
С 1851 года работал ассистентом хирургического отделения Московской госпитальной клиники и младшим ординатором Екатерининской больницы; в 1858 году получил степень доктора медицины и с 1860 года — старший ординатор больницы.
С 1868 года — инспектор московских больниц гражданского ведомства.
Умер 29 мая (10 июня) 1869 года в чине статского советника. Похоронен на Ваганьковском кладбище (уч. 13б).